# Nocera Umbra
Pour les articles homonymes, voir Nocera.
Nocera Umbra est une commune italienne d'environ 6 000 habitants, située dans la province de Pérouse, en Ombrie, dans l'Italie centrale.
Voici ce qu'en disait au XVIIIe siècle l'Encyclopédie de Diderot et D'Alembert :
« Nocera, (Géogr.) : ancienne ville d'Italie dans l'Ombrie, au duché de Spolète, avec un évêché suffragant du pape. Strabon la nomme Nuceria, & dit qu'il s'y fabriquoit des vases de bois qui étoient estimés. Ptolémée (l. III. c. j) lui donne le nom de colonie. Elle est au pié de l'Apennin, à 7 lieues N.-E. de Spolète. Long. 30. 30. lat. 43. 2. »

## Culture
- Cathédrale de Nocera Umbra
- Diocèse d'Assise-Nocera Umbra-Gualdo Tadino

## Administration
| Période                                  | Période | Identité | Étiquette | Qualité |
| ---------------------------------------- | ------- | -------- | --------- | ------- |
|                                          |         |          |           |         |
| Les données manquantes sont à compléter. |         |          |           |         |

### Hameaux
Acciano, Aggi, Bagnara, Bagni, Boschetto, Boschetto Basso, Capannacce, Casa Paoletti, Casaluna, Case, Case Basse, Castiglioni, Castrucciano, Cellerano, Colle, Colle Croce, Colpertana, Colsaino, Gaifana, Isola, La Costa, Lanciano, Largnano, Le Moline, Maccantone, Mascionchie, Molina, Molinaccio, Montecchio, Mosciano, Nocera Scalo, Nocera Umbra Stazione, Pettinara, Ponte Parrano, Schiagni, Sorifa, Villa di Postignano, Ville Santa Lucia

### Communes limitrophes
Assise (Italie), Fabriano, Fiuminata, Foligno, Gualdo Tadino, Serravalle di Chienti, Valfabbrica, Valtopina